# Dendrobium arunachalense
Dendrobium arunachalense là một loài thực vật có hoa trong họ Lan. Loài này được C.Deori, S.K.Sarma, Phukan & A.A.Mao mô tả khoa học đầu tiên năm 2006.